# テーブルトークRPGのプレイスタイル
テーブルトークRPGのプレイスタイルでは、テーブルトークRPG(TRPG)のプレイスタイルの分類について解説する。

## はじめに
ここでは、インターネットコミュニティやTRPG雑誌のテキストでテーブルトークRPGのユーザーのいくらかに知られるようになったプレイスタイルのカテゴリとその意味について取り扱う。
ここで解説している分類法は強制力を持たない。また、プレイスタイルは個々人により異なり、時とともに変化するため、過去に語られていた分類が現在では用いられない場合もある。

## ルールとシナリオの関係
ゲームマスターのプレイスタイルにより、シナリオとルールをどの程度遵守するかには差が見られる。ルールとシナリオを遵守すればプレイヤーキャラクターは全滅する可能性があるが、プレイヤーを楽しませるため等の理由によりルールやシナリオを変更するゲームマスターもいる。この問題について日本では近藤功司が「ドラゴンマガジン」誌上でアンケートを行ない、「ルールをどの程度守るか？」「ダイスの目を変えるか？」「シナリオをどの程度守るか？」「パーティが全滅しそうになったらダイス、シナリオ、ルールを変えるか？」等についての統計データが得られている。

## マンチキンテキスト
テーブルトークRPGのプレイスタイルの分類の1つに「munchkin.txt（マンチキンテキスト）」と呼ばれるものがある。
マンチキンテキストは、1983年にSandy PetersenがJeff Okamotoへ伝えたアイデアが元であり、1985年にJeff OkamotoがまずUSENETへ区分の１つであるリアルマンを投稿したことが始まりである。
このマンチキンテキストによると、テーブルトークRPGのプレイヤーは以下の4通りに分類される。
リアルマン（The Real Man）
戦闘好きなプレイヤー。その中でも、小難しい戦術や戦略など考えずに真正面から敵と殴りあうのが好きなタイプをリアルマンと呼ぶ。日本語で言うなら「突撃バカ」。
Real Manとは英語で「真の漢（おとこ）」のようなニュアンスを持つ言葉であり、いわゆる「マッチョ」と同じような意味。マンチキンテキストでの言葉の使われ方としては、勇敢さや誠実さと同時に愚鈍さや不器用さも暗として示している。
リアル・ロールプレイヤー（The Real Roleplayer）
自分のプレイヤーキャラクター（PC）の緻密な描写に凝るタイプのプレイヤー。不利になってでも、そのキャラクターの設定に即した行動をキャラクターにとらせようとすることが多い。
ルーニー（The Loonie）
とにかく場を笑わせようと、受けを狙う行動ばかりを自分のPCにさせるプレイヤー。特にカートゥーン的なユーモアを好む。
マンチキン（The Munchkin）
自分のPCが有利になるように周囲にワガママをがなりたてる、聞き分けのない子供のようなプレイヤー。『オズの魔法使い』シリーズに登場する小人国およびその住人の名に由来している。
アメリカのゲーマーたちの間では、この4分類は深いうなずきをもって共感され、現在でも非常に有名なものとなっている。
特に「マンチキン」はアメリカ人のゲーマーにとっては馴染み深い存在として愛され、マンチキンをテーマにしたテーブルトークRPGやカードゲームも発売されている。

### 和マンチ
マンチキンテキストは日本でもパソコン通信上で話題になり、後に朱鷺田祐介などにより多くのテーブルトークRPG雑誌でも紹介され、この言葉はそれなりの認知度を得るようになる。しかし、その中でマンチキンという概念がマンチキンテキストの意味からはかけ離れた意味で広まってしまうという現象が起こった。
「物語を楽しむことよりも、設定されたルールやシチュエーションを把握した上で自分のキャラクターの強さを追求する（または用意されたシナリオを奇抜な発想で難なく攻略する）、ルール至上主義者なプレイヤー」
これが日本で広まったマンチキンの概念であった。このようにして広まったマンチキンは、原典のマンチキンと区別して「和マンチ」と呼ばれることが多い（原典のマンチキンは「洋マンチ」と呼ばれる）。
和マンチの概念が生まれたのは、マンチキンが意味する「自分のPCが有利になるようにあらゆる手段を辞さないプレイヤー」というものが「ルールブックを読み込みゲーム上で自分のPCが有利になるように努力するプレイヤー」までをも含むと誤解されたためだが、この誤解の背景には1990年代前半頃の日本のTRPGユーザーたちの中での派閥対立がある。
1990年代前半の頃は日本のゲーマーたちの間ではリプレイなどの影響もあってドラマ性の高いシナリオの需要が高まっていたにも関わらず、ドラマ性の高いシナリオに対応できるゲームシステムがまだ開発されていない時期だったため、「物語を楽しむことを重視したゲーマー」と「ルール上でのキャラクターの強さを追求することに重視したゲーマー」が同じゲームシステムで遊ばざるを得なかった。嗜好が違う者同士が同じゲームを遊ぶことによる対立がしばしば起こっていた状況の中で、マンチキンという概念が「派閥対立の原因になりうるくらいの行き過ぎたルール至上主義者」を分類するための用語として取り入れられた。
和マンチの概念が広まっていくうちに、マンチキンという言葉は「ルールに精通したベテランゲーマー」という意味でも肯定的に使われるようになっていった。これはもちろん、原典の洋マンチの概念からすると完全に逆の意味となるが、「ルールの穴を突いて有利になろうとするプレイヤー」と言う意味でも使われ、『GAME JAPAN』には自らをマンチと称するボードゲームコーナーの執筆者が居た。
ルールに則っている点では洋マンチとは違うが、そのルールには載っていないのでルール違反では無いからとゲームバランスが崩壊しようとも押し通す点は洋マンチと似ている。そのためか、TRPGのルールブックには「ゲームマスターの裁定は絶対」と書かれている物も多い。和マンチプレイヤーの主張に対して、それに即したデメリットの状態や補正、もしくは行動毎に判定を課すなどで対応も可能だが、相手がそのシナリオの欠陥も熟知していた場合、反論が難しく上記のとおりセッションも崩壊する場合もある。和マンチの及ぼしたもので有名なものでは、『ソード・ワールドRPG』の公式リプレイに登場したスイフリーがルールの穴を利用した戦法を多用した結果、その戦法を使えなくするルールが改訂版に満載され「旧ルールの破壊者」とまで呼ばれている。
インターネットの普及によって原典のマンチキンテキストが知られるようになり、原典のマンチキンの意味が知られるようになっていった現在であっても、日本のゲーマーの間では「和マンチ」は洋マンチとは別の存在として認知されており、マンチキンという言葉が和マンチの意味で使われている。近年は上記のような肯定的な意味で使われる傾向も強い。
また、「和マンチ」を題材にしたマンガ作品として『異世界マンチキン　―HP1のままで最強最速ダンジョン攻略―』が存在する。

## その他のプレイスタイル用語
パワープレイ（Powerplay）
TRPGではサプリメントによる追加ルール・追加データなどが提供されることが多いが、これらをできる限り大量に採用するプレイスタイルのこと。ゲームマスター（GM）はともかくプレイヤーが追加ルールや追加データを採用したがる動機には、「自分のPCを強化したい」というケースが多いため、パワープレイと和マンチは両立することもある。
また、上記の意味とは別に戦闘偏重のプレイスタイルとして「パワープレイ」という言葉が使われることもある。
ハックアンドスラッシュ（Hack and Slash）
戦闘偏重のプレイスタイルのこと。「叩き切る」を意味する"Hack"と、「斬り付ける」を意味する"Slash"を複合させた言葉。TRPGに限らずコンピュータRPGでも使われることが多い用語。

### 日本特有のプレイスタイル用語
日本ではマンチキンテキストのような業界人による権威の強い分類が発表されたことはないものの、インターネット上などでは自然発生的にいくらかのプレイスタイル用語が発生している。
ただし、自然発生的に生まれる分類には否定的なニュアンスも含まれやすいため、使用には注意が必要である。
地蔵
何もしゃべらないプレイヤーのこと。初心者が何をしていいかわからないという状況でしゃべらないということもあるのだが、RPGを何度も経験しているにも関わらず、何もしゃべらないプレイヤーも存在する。
地蔵と呼ばれるプレイヤーの共通する意見としては、「セッションを見ているだけで楽しい」というもので、その意味では参加者でなく観客としてゲームに参加するスタイルを「地蔵」と呼ぶのだといえる。
吟遊詩人
PCの立場や行動を無視して、NPCだけで物語をすすめてしまうタイプのGMのこと。よく言われるのがボスをNPCだけで倒してしまうもので、TRPGに限らずコンピューターゲームでもよくある。
プレイヤーはゲームをやっているのでなく「まるで吟遊詩人の物語を（一方的に）聞かされているようだ」と言う意味からこの言葉が生まれた。
キャラクタープレイ
実際にキャラクターがしゃべっているかのような演技を重視したプレイスタイルのこと。マンチキンテキストをインターネット上で公表している馬場秀和が提唱した用語である。
彼は(過剰に)「架空の人格になりきってセリフで芝居する行為は、テーブルトークRPGが本来想定している『ロールプレイ』とは異なるものである」と主張しており、区別するために「キャラクタープレイ(キャラクター演技)」という言葉を作り出した。
この論考は一定の支持を受け、1990年代後半のインターネット上のコミュニティでは高い影響力を持っていた。
メタプレイ
PCではなく、プレイヤーの視点でゲームをプレイするもの。キャラクターの知識や性格からするとありえない行動を、プレイヤーにとって「面白そうだから」「有利だから」といってPCにとらせるようなプレイスタイルをさす。
代表的なメタプレイとしては、キャラクターが知らないはずのモンスターの能力をプレイヤーが知っているために、そのモンスターの弱点を突いた攻撃を行う、などがある。
行き過ぎたメタプレイは批判されることもあるが、メタプレイの完全な排除はゲーム進行を停滞させることにもつながるため、適度なメタプレイはむしろ推奨されることも多い。
煮えプレイ
不自然なほど過剰に恥ずかしいセリフを叫んだり、過剰にドラマチックな行動をPCにとらせるプレイスタイル。いわゆる「なりきり」とは違い、場違いなほどに暑苦しいロールプレイで場を沸かすのが目的なことが多く、マンチキンテキストでいうと、リアルロールプレイヤーよりもルーニーに近い。
「煮え」の概念はトーキョーN◎VAのコミュニティから自然発生したものらしい。語源は「脳が煮えるようなプレイ」「煮え切らないの逆」など諸説あるが、その概念の明確な定義は曖昧とされる。F.E.A.R,の商業リプレイなどでは「煮え」の言葉が使われるが意味の解説はない。
バグプレイヤー／バグマスター
『フォーチュン・クエスト・コンパニオン』で提唱された、迷惑ゲーマーの呼称。プレイヤーとゲームマスター（GM）にそれぞれ30個の質問をし、それに多く当てはまる迷惑なプレイヤーを総称して「バグプレイヤー」、迷惑なGMを総称して「バグマスター」と呼んだ。
おそらく「問題のあるゲーマー」を初めて明確に定義、分類した最初のテキストで、バグプレイヤー／バグマスターの呼称はその当時のゲーマーにそれなりに浸透した。
口プロレス （くちプロレス）
キャラクターの能力や、ダイス等による判定ではなく、プレイヤーの口頭でのゲームマスターの説得により、状況の打開を図ることに重点を置くプレイスタイル。
うちよそ
自分のプレイヤーキャラクター（うちの子）と、同卓者のプレイヤーキャラクター（よその子）との間で、何らかの関係性（親友関係、恋愛関係など）を構築させることに重点をおいたプレイスタイルのこと。
元来はオンライン上で自作のイラストや小説を投稿している創作者同士のコミュニティで使われていた用語である。